# 大中壩機場
大中壩機場是重慶市的一個機場，位於今重慶巴南區境內小壩鄉大中村(巴縣小南海附近，珞璜場東側)，地處重慶市中心207度方向，距離22公里處，坐落在長江中的小島上，海拔高度210公尺。場面長1700公尺，寬220公尺(一說長1500公尺，寬400公尺)。鵝卵石道面的跑道大體是南北方向，長1300公尺，寬40公尺，南頭安全道200公尺，北頭安全道150公尺。

## 历史
民國28年(1939年)5月，空軍第一路司令部派工程技術人員到大中壩進行測量，8月13日勘測完畢，遂函告巴縣政府迅速派人清丈場內青苗地畝，曉諭居民搬遷。民國28年(1939年)12月16日(一說20日)開工，由江津、綦江、合江、合川4縣共征工25000人擔任。全部工程挖方26萬余立方公尺，填方28萬余立方公尺。為方便施工，徵用船身2丈以上木船22隻。機場征地1011.023畝，搬遷居民180餘戶。民國29年(1940年)2月確定地價，後因地價大幅度上漲，農民要求加價。民國30年(1941年)重新確定地價，總計36.86萬元。由於對工程進度預算錯誤，民國29年(1940年)7月17日報稱完成93％，而實際工程只完成70％。全場應處理土方尚餘16.4萬立方公尺，還需工45萬個。9月20日再急電江津、合川、綦江等縣征工5000名，命10月1日如數到場繼續趕築，並限年底完成。由於各縣民工均不足額，工程進度緩慢。11月13日再電各縣增征3500名，限民國29年(1940年)1月25日送足。5月22日，空軍第一路司令部以軍事急需令工程處晝夜磙壓，限期完成。工程初期預算支出為40.32萬元，民國29年(1940年)5月修改為46.25萬元。由於工期一再延長，開支增大。民國30年(1941年)3月18日又造呈總開支預算130.96萬元。各縣尚有較大賠付，其中江津賠8萬元以上，合川賠5萬元，合江賠2萬元，綦江賠7958.6元。民國30年(1941年)6月，歷時1年零7個月完工，用工212150多個。該機場建成後作為空軍43航空站，供飛機停歇加油，實際上是備降場。抗日戰爭勝利後棄用。1957年11月10日開闢為巴縣農場。